# Hexatoma (Eriocera) schildeana
Hexatoma (Eriocera) schildeana is een tweevleugelige uit de familie steltmuggen (Limoniidae). De soort komt voor in het Neotropisch gebied.